# جان اروین (صداپیشه)
جان اروین (انگلیسی: John Erwin؛ زادهٔ ۵ دسامبر ۱۹۳۶) یک صدا پیشه اهل ایالات متحده آمریکا است.

## گزیده فیلمشناسی
از فیلم‌ها یا برنامه‌های تلویزیونی که وی در آن نقش داشته‌است می‌توان به آثار زیر اشاره کرد:
- بازگشت به آینده قسمت ۲ (۱۹۸۹)
- بیب (۱۹۹۵)